# Терлиця (річка)
Терлиця — річка в Україні в Уманському районі Черкаської області. Права притока річки Сороки (басейн Південного Бугу).

## Опис
Довжина річки 13 км, похил річки 3,5 м/км, площа басейну водозбору 91,5 км², найкоротша відстань між витоком і гирлом — 9,57 км, коефіцієнт звивистості річки — 1,36. Формується декількома струмками та загатами.

## Розташування
Бере початок на південно-західній стороні від міста Монастирище. Тече переважно на південний захід через села Дібрівка, Тарнава, Терлиця і впадає в річку Сороку, ліву притоку річки Собу.

## Цікаві факти
- На річці існують газгольдер та декілька газових свердловин[4], а у XIX столітті — декілька водяних млинів[5].